# David Alarza
David Alarza (* 7. Januar 1977 in Madrid) ist ein spanischer Judoka.

## Leben
Der mehrfache spanische Meister errang seit 1993 diverse Medaillen bei internationalen Turnieren. Der zweifache Olympiateilnehmer war 1994 Juniorenweltmeister und im Jahr 2005 Europameister.

## Erfolge (Auswahl)
| Jahr | Turnier          | Platz | Gewichtsklasse |
| ---- | ---------------- | ----- | -------------- |
| 1994 | Junioren WM 1994 | 1     | –90 kg         |
| 2005 | EM 2005          | 1     | –90 kg         |
| 2006 | EM 2006          | 2     | –90 kg         |
| 2007 | EM 2007          | 3     | –90 kg         |